# Магнезијум сулфид
Магнезијум сулфид (MgS) је хемијско једињење које садржи један атом магнезијума и један атом сумпора. Он је у чврстом агрегатном стању, кристал црвенкасто-беле боје.

## Припрема и опште особине
се формира реакцијом сумпора или водоник сулфида са магнезијумом. Он се кристализује у структуру камене соли, мада је могућа и структура слична сфалериту. Хемијске особине MgS су сличне особинама сродних јонских сулфида, као што су сулфиди Na, Ba, Ca. Он реагује са кисеоником да формира сулфат, магнезијум сулфат. MgS реагује са водом и производи водоник сулфид и магнезијум хидроксид.